# Tomáš Julínek
Tomáš Julínek (* 7. listopadu 1956 Brno) je český lékař, politik za ODS, v letech 2006 až 2009 byl ministrem zdravotnictví ČR v první a ve druhé vládě Mirka Topolánka.
Vystudoval Masarykovu univerzitu (obor všeobecné lékařství) a MBA na Brno International Business School. Dříve působil jako lékař ve Svitavách, v Brně, Ivančicích. Od roku 1996 je členem ODS, od roku 1998 působil jako senátor, ve volbách 2010 svůj mandát neobhájil, když jej v obou kolech porazil nestraník kandidující za sociální demokracii Jan Žaloudík. K říjnu 2012 je uváděn jako poradce premiéra Petra Nečase pro zdravotnictví. V roce 2017 nastoupil jako ředitel oblast východ, kterou tvoří Orlickoústecká, Svitavská a Litomyšlská nemocnice. kvůli dlouhodobým sporům se zdravotníky dobrovolně a po nátlaku vedení NPK opustil ředitelské křeslo.
Spolu s některými členy svého týmu působí ve sdružení Reforma zdravotnictví-forum.cz, které mj. spolupracuje s nadnárodní poradenskou společností Kaiser Permanente.[zdroj?]

## Činnost ve funkci ministra zdravotnictví

### Celkový pohled
Jako stoupenec neoliberální ekonomické a sociální politiky Tomáš Julínek prosazoval širokou otevřenost zdravotnictví pro vstup soukromého kapitálu a tvorbu privátního zisku. Připravoval individuální kapitalizaci zdravotního pojištění. Jeho záměr transformovat fakultní nemocnice a zdravotní pojišťovny do podoby akciových společností vyvolal protesty četných sdružení pacientů a lékařů, většiny univerzit, studentů lékařských fakult i odborových svazů. Odpůrci Julínkových záměrů poukazují na nevratnost transformačních kroků, neprůhlednost vlastnických vztahů v rámci podnikatelských skupin ve zdravotnictví a neochotu vzít v potaz zahraniční zkušenosti. Proti plánům Julínkova vedení ministerstva postupně začaly vystupovat obě menší koaliční strany, KDU-ČSL i Strana zelených, a nakonec i část regionálních politiků ODS (někteří z kandidátů v podzimních krajských a senátních volbách 2008). V červnu 2008 byl proto Julínek donucen stáhnout nejkontroverznější část připravovaných zdravotnických zákonů.
Z funkce byl odvolán 23. ledna 2009 při hromadné rekonstrukci vlády.

### Regulační poplatky
Jednou ze změn, kterou se Julínkovu týmu podařilo prosadit, bylo přijetí zákona o regulačních poplatcích (též poplatky za návštěvy u lékaře). Zákon, který vstoupil v účinnost 1. ledna 2008, je svými tvůrci obhajován jako prostředek k zamezení nadbytečných návštěv zdravotnických zařízení. 20. května 2008 Ústavní soud ČR rozhodl, že regulační poplatky nejsou v rozporu s Ústavou ČR, sedm ústavních soudců včetně předsedy a místopředsedkyně ÚS zveřejnilo proti tomuto nálezu odlišné stanovisko. V červnu 2008 vláda Mirka Topolánka zrušila regulační poplatky pro novorozence.

### Řízená péče
Koncem roku 2008 představil tzv. řízenou péči – koncept zdravotní péče praktikovaný například v americkém zdravotnictví.

## Kritika

### Spor se senátním kandidátem ODS Zdeňkem Schwarzem
Julínek v rozhovoru pro Hospodářské noviny označil šéfa pražské záchranky Zdeňka Schwarze, který za ODS kandiduje do Senátu, za „kandidáta, který popírá jednak ideje, jednak značku ODS“ a naznačil, že by mu jeho prohra ve volbách nevadila. Tímto výrokem popudil pražskou ODS a následně v deníku Právo tvrdil, že jeho vyjádření údajně „byla vytržená z kontextu“ a že „odpovídal na obecný dotaz novináře, jak se dívá na nezávislé kandidáty, kteří se jasně neprezentují pod hlavičkou strany“. HN nicméně doložily zvukovou nahrávkou rozhovoru, že Julínek byl jednoznačně a přímo dotazován na kandidáta ODS Zdeňka Schwarze. Ten v minulosti Julínka kritizoval za zákon o záchranné službě a za snahu udělat z fakultních nemocnic akciové společnosti.
Schwarz v následné reakci obvinil Julínka a jeho mluvčího Tomáše Cikrta, že škodí ODS, „selhali a udělali zásadní politickou chybu. Proto by měl ministr Julínek i jeho mluvčí Cikrt odstoupit“. Ke kritice Julínka se připojil také první místopředseda ODS, předseda pražské ODS a pražský primátor Pavel Bém.

### Výzvy k náhradě v ministerské funkci
V říjnu 2008 krátce pro prohře ODS v krajských a senátních volbách vyzval k náhradě Julínka ve funkci místopředseda strany Petr Bendl, podle které Julínek ve vedení ministerstva významně přispěly k volební porážce ODS. K odstoupení Julínka vyzvali i poslanci Boris Šťastný (ODS) a Kateřina Jacques (SZ). V politických kuloárech se pak objevily spekulace, že by Julínka mohl nahradit bývalý hejtman Plzeňského kraje Petr Zimmermann (ODS), řediteli Fakultní nemocnice Hradec Králové Leoš Heger nebo poslanec Boris Šťastný.
Na svém sjezdu vyzvala 9. listopadu 2008 k odvolání Julínka z ministerské funkce také Česká lékařská komora.

### Kritika KDU-ČSL
Předseda zdravotní komise KDU-ČSL Jiří Carbol se 26. října 2008 v oficiálním prohlášení zaslaném médiím velmi kriticky vyjádřil k reformě zdravotnictví Tomáše Julínka. Podle Carbola ministerstvo vedené Julínkem „dlouhodobě podceňuje nedobrou situaci v nemocnicích a léčebnách dlouhodobě nemocných. Zatímco na účtech pojišťoven je téměř 40 miliard korun, v některých zařízeních nemají dostatek peněz na provoz“. K principiálním kritikům Julínkem zamýšlených reforem z řad představitelů KDU-ČSL patří poslanec Ludvík Hovorka.

### Obvinění ze sabotování reforem členy ODS
Na stranickém sjezdu ODS počátkem prosince 2008 Julínek obvinil z údajného sabotování zdravotnických reforem starosty za ODS, kteří začali vracet poplatky zavedené jeho ministerstvem. Podle Julínka se někteří kandidáti ODS před volbami „svou kampaní nelišili od svých komunistických a sociálně demokratických kandidátů v boji proti vlastní vládě“.

## Osobní život
Tomáš Julínek je ženatý, má dva syny a jednoho vnuka Jakuba.